# 侯精一
侯精一（1935年10月10日—2023年8月21日），男，山西平遥人，中国现代语言学家。

## 生平
1952年进入北京大学中文系语言专修科学习。1954年毕业后，被分配到中国科学院语言研究所方言组。1959年前往河北昌黎调查当地的方言，后来先后六次回到家乡平遥调查方言，在《方言》杂志上发表了多篇与平遥方言有关的论文。1978年，担任《中国语文》杂志的副主编。1982年担任中国社会科学院语言研究所的副所长。此后他多次前往山西、内蒙古各地调查晋语方言，发表了不少晋语的重要研究著作，包括《山西方言调查研究报告》《现代晋语的研究》。
1985年担任《中国语文》杂志主编。1989年担任中国语言学会秘书长。1992年，他提出的“现代汉语方言音档”被社科院认定为重点项目。曾任语言研究所副所长（1985—1988）、《中国语文》杂志主编（1985—2005）、中国语言学会会长（1997—2008），日本东京外国语大学亚非言语文化研究所客座教授（1988-10至1989-10）。2011年荣获中国社会科学院荣誉学部委员称号。2002年主编出版《现代汉语方言概论》，并亲自担任晋语相关章节的执笔。2010年，被选为中国社会科学院荣誉学部委员。